# Трпческа, Лара
Лара Трпческа (макед. Лара Трпческа; 13 декабря 2009 года, Скопье, Северная Македония) — македонская певица. Вместе с Ириной Давидовской и Йованом Якимовским представляла Северную Македонию на «Детском Евровидении — 2022».
Дочь известного македонского пианиста Симона Трпческого.

## Биография
Родилась 13 декабря 2009 года в Скопье. Вместе со своим отцом ведёт YouTube-канал, где они публикуют фортепианные концерты и видеоклипы.
В 2015 году в возрасте пяти лет стала участницей детского песенного фестиваля «Златно Славејче». В том же году заняла второе место на международном песенном конкурсе Тартини.
В 2018 году стала победительницей музыкального конкурса «Полигимния», прошедшего в Скопье. В том же году приняла участие в мюзикле в Скопье, где познакомилась с Ириной Давидовской, с которой позже образовала дуэт.
25 июня 2022 года состоялся релиз её первого сингла «За овој свет».

### Конкурс «Детское Евровидение — 2022»
В июне 2022 года македонская телекомпания «МРТ» провела прослушивания на «Детское Евровидение — 2022», где Лара и Ирина приняли участие как дуэт. 29 июня было объявлено, что экспертное жюри выбрало Лару и Ирину для участия в конкурсе. 2 ноября 2022 года было объявлено, что к дуэту присоединится певец и танцор Йован Якимовски. Через день после данного объявления состоялся релиз конкурсной песни, которая получила название «Životot E Pred Mene» (с макед. — «Моя жизнь впереди меня»).
Конкурс состоялся 11 декабря 2022 года в Ереване, Армения. По итогам голосования трио получило 54 балла, заняв 14-е место (из 16-ти участников).

## Дискография
| Год  | Название                                                                     | Альбом              |
| ---- | ---------------------------------------------------------------------------- | ------------------- |
| 2022 | «За овој свет»                                                               | Внеальбомные синглы |
| 2022 | «Животот е пред мене» (при поддержке Ирины Давидовской и Йована Якимовского) | Внеальбомные синглы |